# Distrito de Ticaco
El distrito de Ticaco es una subdivisión administrativa de la provincia de Tarata, ubicada en el departamento de Tacna, Perú. Según el censo de 2017, tiene una población de 581 habitantes.
Desde el punto de vista jerárquico de la Iglesia católica forma parte de la diócesis de Tacna y Moquegua, la cual, a su vez, pertenece a la arquidiócesis de Arequipa.

## Historia
El distrito fue creado mediante ley del 12 de noviembre de 1874. El nombre del distrito de Ticaco deriva etimológicamente de dos voces aymaras: tika y haku, “lugar de flores vistosas”. Inicialmente los primeros pobladores eran hombres rudos de tez bronceada, procedentes de la Meseta del Collao, asentados en el cerro denominado Paramarca, hacia el noreste de la actual ubicación. En ese lugar todavía se pueden encontrar vestigios, como una piedra de campana llamada Calacampana, situada con vista hacia los cuatro puntos cardinales, y restos de la casa del Cacique, rodeada de las chozas de los demás pobladores.
La actividad principal de sus habitantes era la agricultura. La forma de trabajo era comunitaria, sembrando primero las tierras del Cacique y luego la de los demás pobladores, trabajando siempre en conjunto. El trabajo concluía con una reunión festiva, donde se tomaba la chicha de jora (kursa) bailando y cantando al son de la guitarra, quena y charango, entre las tawakus y waynas. Las cosechas de maíz y papas se guardaban en las llamadas "trojas" para todo el año.
Los cambios climatológicos produjeron que las vertientes que irrigaban su campiña se fueran secando, por lo que la población se traslada a su actual ubicación.
Actualmente la comunidad de Ticaco, capital del distrito del mismo nombre, se asienta en las faldas y estribaciones de la cordillera occidental de los Andes, sobre una colina de terreno ondulado. Sus casas se agrupan entre calles angostas, algunas con pavimentación y otras empedradas.
La plaza está ubicada al noreste del pueblo, en un lugar elevado. Hasta se reciente modernización tenía en el centro dos enormes árboles, un aliso y un eucalipto, que mostraba en su tronco una gran rajadura debido a la acción de un rayo. Forma parte de este conjunto el templo construido con material de sillar en 1866 y remedado en 1973, donde se venera la imagen de Santo Domingo de Guzmán, patrón de la comunidad, cuya festividad se celebra el 4 de agosto. La Campiña se riega con aguas de varias vertientes, siendo la principal el Apucomayle, “centinela de la comunidad".

Ticaco fue el pueblo fronterizo del Perú mientras Tarata estuvo bajo administración chilena (1884-1925), el río Ticalaco fue la frontera internacional durante ese período.

Durante la dominación chilena fue residencia rural de frontera. El río Ticalaco fue el límite entre Perú y Chile. Durante estos años en varias oportunidades Chile intentó ocupar el territorio, pero según datos históricos siempre fracasaron, debido a la defensa organizada de los pobladores de Ticaco.
En ese período existió el retén policial chileno de Ticalaco.

## Autoridades

### Municipales
- 1993 - 2002  Noé Soto Pérez
- 2003 - 2006 Luis Ticona Quispe
- 2007 - 2010  Noé Soto Pérez
- 2011 - 2014  Luis Ticona Quispe
- 2015 - 2018 Persi Chipana Condori
- 2019 - 2022 Vidal Cunurana Pari
- 2023-2026
  - Alcalde: ARCAYA CANQUI FREDY LEONCIO

### Geografía
Se encuentra ubicada a 3 277 m s. n. m. (en las estribaciones de la Cordillera de los Andes), a 6 kilómetros de la ciudad de Tarata, capital de la provincia del mismo nombre, y a 120 kilómetros de la ciudad de Tacna, capital del departamento. Tiene una extensión de 347.06 km². Limita: al norte con los distritos de Sitajara y Susapaya, al sur con el distrito de Tarata, al este con el departamento de Puno y la parte del distrito de Tarata, y al oeste con el distrito de Chucatamani. Posee tres anexos: Challaguaya, Kovire – Chillicollpa y Mamaraya

### Hidrografía
Las cuencas que irrigan los terrenos de cultivo de Ticaco, provienen de la cordillera, que forman los ríos denominados Pilavira, mucho que a medida que se le van uniendo otras vertientes van cambiando de nombre y el Ticalaco cuya vertiente se comparte con la Comunidad de Tarata, y es motivo de constantes disputas para definir el caudal que le debe tocar a cada comunidad. Desde Ya algunos años cuenta también con la Represa de Jarumas ubicada en la Zona cordillerana donde se represan las aguas durante las épocas de lluvias y las aguas sirven para irrigar los cultivos de las comunidades de Ticaco y Tarata .

#### Represa Jarumas
Se ubica en la cuenca del río Tala a 4 475 m.s.n.m, en la provincia de Tarata. Su capacidad de almacenamiento es de 10 000 000 de m³, lo que es aprovechado para el desarrollo de la agricultura de los valles Ticaco y Tarata.

#### Clima
El clima es suave y templado la mayor parte del tiempo, las estaciones del año están bien definidas, los meses de mayo a agosto, son fríos produciendo bajas temperaturas que son dañinas para la agricultura y la salud de la población registrándose alto índice de enfermedades respiratorias, en los meses de diciembre a marzo de verano, son de lluvias intensas que ocasionan entradas de los ríos y huaycos, interrumpiendo, los servicios de agua potable, energía eléctrica y vías de comunicación terrestre.

### Turismo

División política de Tacna.